# Euphorbia portucasadiana
Euphorbia portucasadiana là một loài thực vật có hoa trong họ Đại kích. Loài này được (Croizat) Subils mô tả khoa học đầu tiên năm 1977.